# Anne Sharp (Schauspielerin)
Ursula Anne Sharp (* 1934 in Haltwhistle, Northumberland, England; † 23. Juni 2010) war eine britische Schauspielerin.

## Leben
Sharp heiratete am 2. November 1956 den Film- und Fernsehproduzenten Monty Berman. Berman förderte in den folgenden Jahren die Schauspielambitionen seiner Frau, die 1956 erstmals als Statistin vor der Kamera gestanden hatte. Bis 1960 brachte er sie in fünf Spielfilmen mit seiner Beteiligung unter, danach erhielt sie Gastrollen in den von ihm produzierten beziehungsweise konzipierten Fernsehserien. Neben Gastrollen unter anderem in Simon Templar, Der Baron und Gene Bradley in geheimer Mission war sie in der Serie Jason King in einigen Folgen als dessen Verlegerin Nicola Harvester zu sehen. Nach der Geburt einer gemeinsamen Tochter zog sich Sharp 1973 aus der Öffentlichkeit zurück. Die Ehe mit Berman bestand bis zu dessen Tod 2006.

## Filmografie (Auswahl)

### Fernsehen
- 1962: Simon Templar (The Saint)
- 1967: Der Baron (The Baron)
- 1969: Randall & Hopkirk – Detektei mit Geist (Randall & Hopkirk (Deceased))
- 1969: The Champions
- 1972: Jason King
- 1973: Gene Bradley in geheimer Mission (The Adventurer)

### Film
- 1958: Die Teufelswolke von Monteville (The Trollenberg Terror)
- 1958: Der blinde Rächer (Blind Spot)
- 1959: Mr. Miller ist kein Killer (The Battle of the Sexes)
- 1959: Eine Stadt sucht einen Mörder (Jack the Ripper)
- 1960: Verbrecherzentrale Sidney Street (The Siege of Sidney Street)